# Rinnende Mauer

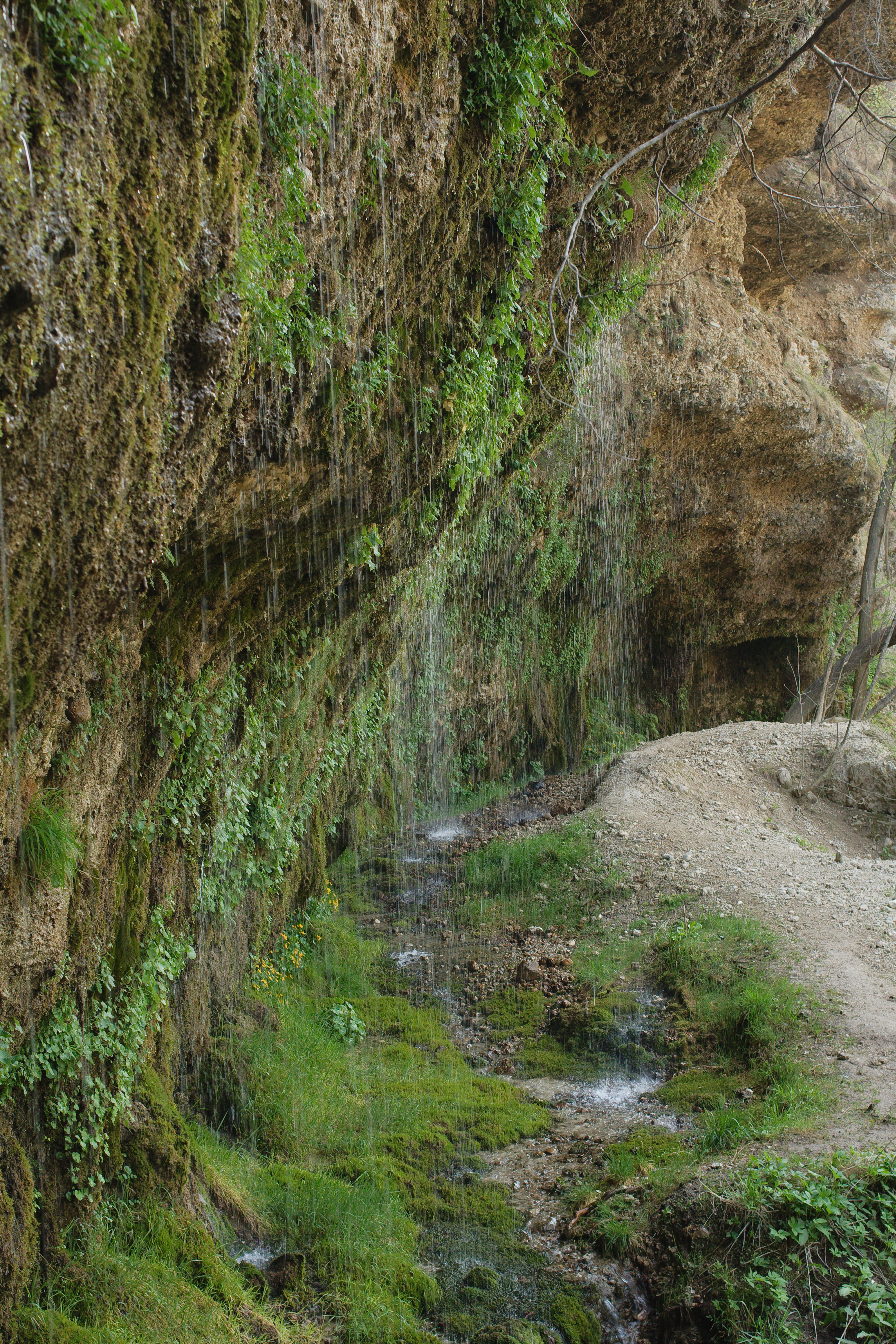
Rinnende Mauer (Wasseraustritt und Quellflur)

Die Rinnende Mauer ist eine großflächig austretende Quelle in der Steyrschlucht bei Molln im südlichen Oberösterreich.

## Beschreibung
Die seit 1999 unter Naturschutz stehende Traufquelle befindet sich nach der Mündung der Krummen Steyrling auf Mollner Seite der Steyr, etwa auf Höhe von Schloss Leonstein. Aus dem porösen Gestein der überhängenden Konglomeratwand tritt angestautes Grund- und Hangwasser auf einer Länge von etwa 50 m etwa 5 bis 7 m über Flussniveau in Form von Sprühregen aus.
Die Quelle ist ein beliebtes Ausflugsziel, allerdings kommt es aufgrund des geologisch jungen, lockeren Konglomeratgesteines immer wieder zu Felsstürzen – von 2010 bis Anfang 2013 waren so die Schluchtwege gesperrt.

## Flora
Hier kommen Hochgebirgspflanzen wie Behaarte  Alpenrose, Zwergalpenrose, Petergstamm, Jägerblut oder Weißer Germer vor, die Pflanzen sind Alpenschwemmlinge aus den höheren Quellgebieten der Steyr und ihrer Zuflüsse. Durch den Bau von Kraftwerken im 20. Jahrhundert ist dieser Nachschub an Samen und Früchten heute jedoch unterbrochen, wodurch die Pflanzen an diesem Standort als gefährdet gelten. Die teils tuffbildende Quellflur besteht aus verschiedenen Moosen, Sumpfdotterblumen und Bitterem Schaumkraut. Abseits sind die Schluchtwände trocken mit Schneeheide-Kiefernwald an der Oberkante. 